# Tiffech
Tiffech (în arabă تيفاش) este o comună din provincia Souk Ahras, Algeria.
Populația comunei este de 6.037 de locuitori (2008).